# Telescopio Nazionale Galileo
O Telescopio Nazionale Galileo (TNG) é um telescópio italiano de 3,58 m de montagem altazimutal situado no Observatório do Roque de los Muchachos (Ilhas Canárias, Espanha), a uma altitude aproximada de 2400 m.